# Tumbezia salvini
A Tumbezia salvini a madarak (Aves) osztályának a verébalakúak (Passeriformes) rendjébe a királygébicsfélék (Tyrannidae) családjába tartozó Tumbezia nem egyetlen faja.

## Rendszerezése
A fajt Władysław Taczanowski lengyel ornitológus írta le 1871-ben, a Ochthoeca nembe Ochthoeca salvini néven. Egyes szervezetek jelenleg is ide sorolják.

## Előfordulása
Dél-Amerika nyugati részén, a Csendes-óceán partvidékén, Ecuador és Peru területén honos. A természetes élőhelye szubtrópusi és trópusi száraz erdők, szavannák és cserjések. Állandó, nem vonuló faj.

## Megjelenése
Testhosszúsága 13,5 centiméter.

## Életmódja
Rovarokkal táplálkozik.

## Természetvédelmi helyzete
Az elterjedési területe kicsi, egyedszáma pedig csökken. A Természetvédelmi Világszövetség Vörös listáján mérsékelten fenyegetett fajként szerepel.